# La filosofia nell'epoca tragica dei greci
La filosofia nell'epoca tragica dei greci (Philosophie im tragischen Zeitalter der Griechen) del 1873 è un'opera eminentemente filosofica di Friedrich Nietzsche; essa è un continuo della sua prima opera filosofica (La nascita della tragedia dallo spirito della musica, 1872), in cui inaugura il suo pensiero come espressione filosofica dalle posizioni artistiche ditirambiche e wagneriane. Nietzsche lasciò quest'opera incompiuta ed essa fu pubblicata postuma.

## Struttura e contenuti
Gli appunti furono scritti intorno al 1873. In essi studiò cinque filosofi greci del VI e V secolo: Talete, Anassimandro, Eraclito, Parmenide e Anassagora.
Se in La nascita della tragedia Nietzsche introduceva i concetti opposti di spirito apollineo e spirito dionisiaco, dai rispettivi valori artistici del dramma e del ditirambo, cui unione armoniosa portò alla tragedia, in seguito, secondo la lettura del filosofo, corrotta dal pensiero socratico e dalla tragediografia di Euripide, in tale opera li specifica non più come valori artistici, bensì ne coglie il peso filosofico per l'antica Grecia.
Nietzsche legge la filosofia apollinea come espressione dei filosofi "popolari", i quali partecipavano attivamente alla vita politica, erano socialmente impegnati e schierati contro il governo d'Atene, e, per contro, legge la filosofia dionisiaca come espressione della nobiltà greca e dai valori guerrieri. Per Nietzsche, la grecità e la tragicità ditirambica era esemplificazione pura ed aristocratica dei nobili guerrieri, corrotta in contatto con la drammaticità e la comicità popolare. La tragedia, secondo lui, dava luce alla sensazione dionisiaca di perdita del sé, di ebbrezza, e ciò fu insopportabile per la popolazione greca apollinea, cui dovette mediare la violenza orripilante della tragedia con il dramma, cui creava dei personaggi ai quali il pubblico apollineo potesse familiarizzare, e addirittura la commedia.

### Il pensiero greco “dionisiaco”
Nietzsche, nella sua prima opera, copriva la genealogia della tragedia greca dal ditirambo al dramma socratico di Euripide. Invece, in La filosofia nell'epoca tragica dei greci, Nietzsche recupera gli aspetti più filosofici della Grecia durante l'evoluzione tragica, creando efficaci parallelismi. Ad esempio, durante il ditirambo dionisiaco, cui attirava la ristretta aristocrazia e la guerriera nobiltà, in Grecia fiorivano le opere composte da filosofi aristocraticisti quali Eraclito, cui, non a caso, scriveva volutamente le sue opere con stile scrittorio provocante ma aforistico, poiché diceva di non parlare per la plebe dormiente. Nietzsche, per canto suo, avrebbe scritto le sue future opere, illuministiche e prospettivistiche, con stile aforistico e poetico, dichiarando più volte in Il crepuscolo degli idoli e Ecce homo (ambedue datati al 1888) di non essere un filosofo per la massa, rinnegando, egli stesso, il pensiero di divenire un filosofo popolare. Ma, soprattutto, durante il ditirambo tragico, era fiorente la pratica della sofistica, per la quale i filosofi più altolocati d'Atene insegnavano ai pupilli di famiglie aristocratiche l'arte delle parole e del loro uso per filosofare (la retorica). Nietzsche di fatto plaude al prospettivismo di Protagora e al nichilismo di Gorgia; Nietzsche, tuttavia, plaude ai sofisti soprattutto l'espressione onesta e disinvolta della loro volontà (volontà di potenza). In seguito, con il mutamento del panorama culturale ed artistico della Grecia mediante l'irreversibile contatto della tragedia ditirambica con la tragedia drammatica, Nietzsche ravvede con rammarico il mutamento, la decadenza della tragedia, una volta arte sublimi per i pochi e migliori, ora arte rivolta a tutti, alla massa.

### La decadenza della tragedia
Con il cambiamento della tragedia greca via l'introduzione di elementi drammatici e comici, cui rendono, per il pubblico apollineo, la tragedia uno svago, Nietzsche osserva i mutamenti della filosofia greca, in contemporanea al degrado della tragedia. Come premessa, Nietzsche osservava come il ditirambo fosse unicamente musica: musica disturbante, angosciante, cui esprimeva dolore ed agitazione. Il popolo più apollineo, troppo debole per sopportare la sofferenza espressa dalla tragedia, ricercò delle vie di fuga, per anestetizzare il dolore tragico, rovinando così, secondo la lettura di Nietzsche, il lavoro tragico dei due tragediografi del dionisiaco: Sofocle ed Eschilo. Nietzsche riprende anche Leopardi, la cui poetica pessimista è accompagnata da una riflessione filosofica sull'uomo. Leopardi afferma che l'uomo è un animale felice, cui sfugge codardamente, come un animale, appunto, al dolore inevitabile della vita, tramite un'allegria immotivata. La filosofia greca, dunque, muta: dall'aristocraticismo eraclitiano all'esaltazione rivolta alla volontà dei sofisti ed ai loro annessi valori di soggettivismo, il pensiero greco diviene pregno di oggettivismo e di valori "apollinei": razionalità, genericità, mediocrità. 

### Socrate ed Euripide
Socrate, di fatto, diviene predominante per la cultura greca, dopo il travaglio del conflitto in Peloponneso (caos dionisiaco) ristabilendo armonia per la Grecia (ordine apollineo); la concezione socratica diviene espressiva nell'asserire che la virtù è la conoscenza. Euripide, giovane tragediografo, rimane ammaliato dall'opera socratica, ed arricchisce la sua tragedia drammatica tramite il prologo ed i raccordi: il pubblico conosce la tragedia, appunto, ma ciò la rende noiosa per il pubblico. Lo spettatore apollineo divenne annoiato della tragedia, metafora dionisiaca della vita; diviene passivo all'esistenza: smette di vivere e soffre a causa del subire la sua vita. Alla fine, la tragedia si annulla, ma la filosofia, osserva Nietzsche, non si ferma. Prosegue il socratismo sotto forma di metafisica con Platone, cui critica il sofismo, e in seguito, il cristianesimo media il pensiero razionale greco con la cristianità. Nietzsche, di fatto, definisce il cristianesimo il platonismo per la plebe, e conclude l'opera con segnali di ottimismo, come in La nascita della tragedia, rivolti all'opera di Wagner, ma, allo stesso tempo, al pensiero di Schopenhauer (all'epoca, Nietzsche si definiva ancora discepolo di Schopenhauer; tuttavia, Nietzsche avrebbe radicalmente mutato il suo pensiero, rinnegando la sua fase tragica e wagneriana, inaugurando, come antipodo, un Illuminismo scientifico ed ottimista, critico e scettico, cui avrebbe dato fiori alle sue più grandi opere).

## Edizioni
- Friedrich Nietzsche. La filosofia nell'epoca tragica dei greci e scritti 1870-1873, Milano, Adelphi, 1991.